# Université des sciences appliquées Inholland
 (novembre 2017).
Si vous disposez d'ouvrages ou d'articles de référence ou si vous connaissez des sites web de qualité traitant du thème abordé ici, merci de compléter l'article en donnant les références utiles à sa vérifiabilité et en les liant à la section « Notes et références ».
L'université des sciences appliquées Inholland (en néerlandais Hogeschool Inholland) est située aux Pays-Bas. Elle résulte d'un groupement de quatre institutions indépendantes[réf. souhaitée].
Elle offre des programmes en économie, droit, management, communication, santé, environnement, sciences de l'éducation, horticulture, informatique, commerce international, logistique et marketing[réf. souhaitée].

## Localisations
Elle possède des centres dans plusieurs villes et à Suriname :
- Alkmaar
- Amsterdam
- Delft
- Diemen
- Dordrecht
- Haarlem
- Hoofddorp
- La Haye
- Rotterdam

## Partenaires internationaux
- Universités des sciences appliquées de Kemi-Tornio  Finlande
- ITIN de Cergy  France
- Université de Riga  Lettonie